# Паулу Олівейра
Паулу Андраде Родрігіш де Олівейра (порт. Paulo André Rodrigues de Oliveira; народився 8 січня 1992 року у Віла-Нова-де-Фамалікан, Португалія) — португальський футболіст, захисник клубу «Брага».

## Клубна кар'єра
Паулу — вихованець клубу «Віторія Гімарайнш». 2010 року він дебютував у Сангріш лізі. Влітку 2011 року для отримання ігрової практики Олівейра на правах оренди перейшов до «Пенафієла». 20 серпня в матчі проти «Трофенсе» він дебютував у Сегунда лізі. По закінченні оренди Жоау повернувся до «Віторії». 23 лютого 2013 року в матчі проти «Браги» Паулу забив свій перший гол за команду з Гімарайнш. Того ж року він допоміг клубу виграти Кубок Португалії.
Влітку 2014 року Олівейра перейшов до лісабонського «Спортінга». 16 серпня в матчі проти «Академіки» він дебютував за нову команду. 26 жовтня у матчі проти «Марітіму» Паулу забив свій перший гол за «левів». 2015 року він вдруге здобув національний кубок.
Влітку 2017 року Олівейра перейшов до іспанського «Ейбара», підписавши контракт на 4 роки. Сума трансферу становить 3,5 млн євро. 21 серпня в матчі проти «Малаги» він дебютував в Ла-Лізі.

## Міжнародна кар'єра
31 березня 2015 року в товариському матчі проти збірної Кабо-Верде Олівейра дебютував за збірну Португалії.
2015 року в складі молодіжної збірної Португалії Паулу здобув срібні медалі молодіжного чемпіонату Європи в Чехії. На турнірі він зіграв у матчах проти збірних Англії, Італії, Німеччини і двічі Швеції.

## Статистика виступів
Станом на 23 лютого 2019
| Клуб                | Сезон              | Ліга | Ліга | Кубок | Кубок | Ліга Cup | Ліга Cup | Європа | Європа | Інші | Інші | Загалом | Загалом |
| Клуб                | Сезон              | Ігри | Голи | Ігри  | Голи  | Ігри     | Голи     | Ігри   | Голи   | Ігри | Голи | Ігри    | Голи    |
| ------------------- | ------------------ | ---- | ---- | ----- | ----- | -------- | -------- | ------ | ------ | ---- | ---- | ------- | ------- |
| Пенафієл (оренда)   | 2011–12            | 29   | 0    | 2     | 0     | 8        | 0        | 0      | 0      | 0    | 0    | 39      | 0       |
| Віторія Гімарайнш Б | 2012–13            | 20   | 1    | 0     | 0     | 0        | 0        | –      | –      | 0    | 0    | 20      | 1       |
| Віторія Гімарайнш   | 2012–13            | 18   | 1    | 4     | 0     | 1        | 0        | 0      | 0      | 0    | 0    | 23      | 1       |
| Віторія Гімарайнш   | 2013–14            | 28   | 0    | 2     | 0     | 0        | 0        | 6      | 0      | 1    | 0    | 36      | 0       |
| Віторія Гімарайнш   | Загалом            | 46   | 1    | 6     | 0     | 1        | 0        | 6      | 0      | 1    | 0    | 59      | 1       |
| Спортійнг           | 2014–15            | 27   | 1    | 6     | 2     | 0        | 0        | 7      | 0      | 0    | 0    | 40      | 3       |
| Спортійнг           | 2015–16            | 19   | 0    | 3     | 0     | 3        | 0        | 5      | 0      | 1    | 0    | 31      | 0       |
| Спортійнг           | 2016–17            | 13   | 0    | 3     | 1     | 1        | 0        | 2      | 0      | 0    | 0    | 19      | 1       |
| Спортійнг           | Загалом            | 59   | 1    | 12    | 3     | 4        | 0        | 14     | 0      | 1    | 0    | 90      | 4       |
| Спортінг Б          | 2015–16            | 2    | 0    | 0     | 0     | 0        | 0        | –      | –      | 0    | 0    | 2       | 0       |
| Ейбар               | 2017–2018          | 26   | 0    | 1     | 0     | 0        | 0        | 0      | 0      | 0    | 0    | 27      | 0       |
| Ейбар               | 2018–2019          | 18   | 0    | 1     | 0     | 0        | 0        | 0      | 0      | 0    | 0    | 19      | 0       |
| Ейбар               | Загалом            | 44   | 0    | 2     | 0     | 0        | 0        | 0      | 0      | 0    | 0    | 46      | 0       |
| Загалом за кар'єру  | Загалом за кар'єру | 400  | 3    | 22    | 3     | 13       | 0        | 20     | 0      | 2    | 0    | 256     | 6       |

## Досягнення
Командні
 «Віторія Гімарайнш»
- Володар Кубка Португалії — 2012/13

 «Спортінг»
- Володар Кубка Португалії — 2014/15
- Володар Суперкубка Португалії — 2015

 «Брага»
- Володар Кубка португальської ліги: 2023/24

Міжнародні
 Португалія (до 20)
- 2 Молодіжний чемпіонат Європи — 2015